# 希雅·埃米莉·伯格
希雅·埃米莉·伯格（丹麥語：Sia Emilie Berg，1998年2月12日—），丹麥女子羽毛球運動員。

## 簡歷
2014年1月，希雅·埃米莉·伯格出戰冰島羽毛球國際賽，打進女子單打比賽準決賽。

## 主要比賽成績
只列出曾進入準決賽的國際賽事成績：
| 年份   | 賽事             | 公開賽級別 | 項目     | 拍檔                | 成績   |
| ------ | ---------------- | ---------- | -------- | ------------------- | ------ |
| 2014年 | 冰島羽毛球國際賽 | 國際系列賽 | 女子單打 | －                  | 準決賽 |
| 2016年 | 瑞士羽毛球國際賽 | 國際系列賽 | 女子雙打 | 埃米莉·阿尔斯特鲁普 | 準決賽 |
| 2016年 | 芬蘭羽毛球國際賽 | 國際系列賽 | 女子雙打 | 阿美莱·赫兹·汉森    | 準決賽 |

| 2007-2017年 | 首要超級賽 | 超級賽 | 黃金大獎賽 | 大獎賽 | 國際挑戰賽 | 國際系列賽 | 未來系列賽 | 其他 |

| 2018-2026年 | 總決賽 | 超級1000賽 | 超級750賽 | 超級500賽 | 超級300賽 | 超級100賽 | 國際挑戰賽 | 國際系列賽 | 未來系列賽 | 其他 |